# Tantilla bairdi
Tantilla bairdi este o specie de șerpi din genul Tantilla, familia Colubridae, descrisă de Stuart 1941. Conform Catalogue of Life specia Tantilla bairdi nu are subspecii cunoscute.